# Reserva urbana de la defensa Campo de Mayo
La reserva urbana de la defensa Campo de Mayo es un área protegida desarrollada en terrenos militares ubicados en la provincia de Buenos Aires, a 30 km del centro de la ciudad homónima, en el centro-este de la Argentina. Está administrada por el Ministerio de Defensa.

## Características generales e historia
El área protegida está ubicada en las coordenadas: 34°32′0.24″S 58°38′48.60″O / -34.5334000, -58.6468333. Se sitúa mayormente en sectores correspondientes jurisdiccionalmente a los partidos bonaerenses de San Miguel y Tigre, con pequeñas porciones del extremo sudoccidental del de Tres de Febrero y septentrional del de Hurlingham. Su superficie comprende 1320 ha, siendo una parte menor de las 8000 hectáreas pertenecientes a Campo de Mayo, un área militar donde se encuentran las más grandes guarniciones del país y una de las principales bases del Ejército Argentino, al que pertenece desde 1901. La reserva no comprende todo el complejo militar de 4200 ha, ya que las áreas de uso intensivo militar quedaron exceptuadas, lo mismo que las áreas edificadas, formándose un extenso enclave excluido dentro de la reserva. Si bien está rodeada de zonas completamente urbanizadas del conglomerado urbano del Gran Buenos Aires, su carácter de militar por más de un siglo ha permitido que aún se mantengan sectores silvestres. 
La figura jurídica para establecerlo fue la de reserva natural de la defensa, una categoría establecida en la Argentina para otorgarle protección ambiental a áreas que son propiedad de las fuerzas armadas de ese país y que mantienen un razonable buen estado de conservación.
Se proyecta regenerar los ecosistemas primigenios, reforestar sectores con árboles nativos, desarrollar la infraestructura adecuada para la gestión de un área protegida y finalmente abrirlo al público, para que los visitantes puedan disfrutar del contacto con la naturaleza silvestre muy cerca de la ciudad. No es necesario una ley de expropiación sino una de cesión jurisdiccional en favor del estado nacional por parte del estado bonaerense o, de lo contrario, que la Agencia de administración de bienes del estado (AABE) cambie la asignación de su uso, para de este modo convertirlo en una reserva natural. Se buscará que de las 8000 ha que posee Campo de Mayo sean área de conservación por lo menos 5000, pudiendo mantener el Ejército Argentino el derecho a realizar maniobras y ejercicios militares en parte de la superficie conservada.
El anuncio de su creación fue dado a conocer por el presidente de esa república, Ing. Mauricio Macri, durante la apertura del 136.º período de sesiones ordinarias del Congreso Nacional. 

“Los argentinos también tenemos derecho a vivir cerca de un lugar verde donde podamos unirnos, conocer y preservar la naturaleza. El espacio público es sin dudas el espacio más democrático que tenemos… Hoy quiero contarles que hemos decidido preservar una parte importante de Campo de Mayo y transformarlo en un Parque Nacional. Será uno de los Parques Nacionales urbanos más grandes del mundo y parte del Sistema de Áreas Protegidas del área metropolitana. Todos sabemos que más de 10 millones de argentinos viven ahí y van a poder conocer y disfrutar de estos parques. Los Parques Nacionales no son una idea abstracta de conservación, son una herramienta de desarrollo local y el acceso a ellos debe ser visto como un derecho para todos. Si ustedes convierten en ley estos proyectos habremos logrado juntos que el 2018 sea el año de mayor creación de Parques Nacionales de nuestra historia”.

El 15 de noviembre de 2018, mediante el decreto n.° 1056/2018, el presidente Macri creó formalmente el área protegida, con el nombre de: reserva ambiental de la defensa Campo de Mayo.

ARTÍCULO 1º.- Establécese en el predio “CAMPO DE MAYO” -cuya delimitación territorial se detalla en el Anexo I (PLANO-2018-58926914-APN-AABE#JGM) que a todo efecto forma parte del presente- un régimen especial de manejo y conservación del ambiente denominado “RESERVA AMBIENTAL DE LA DEFENSA CAMPO DE MAYO” que, sin desmedro del ejercicio y práctica de las actividades vinculadas a proveer a la Defensa Nacional, la soberanía y los intereses vitales de la Nación, preserve los elementos de significativo valor para la conservación de la diversidad biológica y del patrimonio cultural de la Nación.

El decreto dispuso que el área protegida continúe bajo el dominio y administración del Ministerio de Defensa (como autoridad de aplicación) sin afectar las actividades militares, pero estableciendo objetivos de preservación ambiental. Entre las prohibiciones dispuestas están: pesca; caza de ejemplares de la fauna silvestre; introducción de animales domésticos; recolección y extracción de flora o de cualquier objeto natural o cultural; introducción, trasplante y propagación de especies de flora y fauna exóticas; reintroducción de ejemplares de la fauna o flora nativa sin los debidos estudios científicos; exploración y explotación minera, incluida la prospección de hidrocarburos; instalación de industrias; uso o dispersión de sustancias contaminantes, tóxicas o no; asentamientos humanos; construcción de edificios o instalaciones, caminos u otras obras de desarrollo. Las excepciones a las prohibiciones deben ser autorizadas por la autoridad de aplicación.
Como el sitio fue utilizado como centro clandestino de detención por la dictadura autodenominada Proceso de Reorganización Nacional entre 1976 y 1983, las actividades que se desarrollen en el predio deberán garantizar la preservación de todos los Sitios de Memoria del Terrorismo de Estado en los términos de la ley n.º 26691. Estos sitios fueron identificados como El Campito, Hospital Militar de Campo de Mayo, Las Casitas, Prisión Militar de Encausados de Campo de Mayo y Aeródromo Militar Agrupación de Aviación de Ejército 601.
El decreto dispuso que la Administración de Parques Nacionales y la Secretaría de Gobierno de Ambiente y Desarrollo Sustentable deben prestar la colaboración que les fuera requerida por la autoridad de aplicación en sus respectivos ámbitos.
El 10 de diciembre de 2021 el Gobierno nacional dictó el decreto n.º 846/2021 por el cual se derogó el decreto n.° 1056/2018 y se dispuso la creación de la reserva urbana de la defensa Campo de Mayo en substitución de la abrogada reserva ambiental de la defensa Campo de Mayo. El área natural permanece bajo jurisdicción del Estado Mayor General del Ejército dentro del Ministerio de Defensa. Se dispuso además una ampliación del área, a excepción de:

ARTÍCULO 3°.- Quedan exceptuadas de lo dispuesto en el artículo 2° del presente las DOS (2) fracciones cuyo croquis se adjunta como ANEXO II (IF-2021-116832065-APN-SDDHH#MJ) al presente, las que serán asignadas en uso y administración a la SECRETARÍA DE DERECHOS HUMANOS del MINISTERIO DE JUSTICIA Y DERECHOS HUMANOS con el fin de crear el ESPACIO DE LA MEMORIA "Campo de Mayo"... En idéntico sentido, quedarán excluidas de la RUD las fracciones cuyo uso y administración le corresponde a la GENDARMERÍA NACIONAL.

ARTÍCULO 7°.- El MINISTERIO DE DEFENSA será la Autoridad de Aplicación de la Reserva y quedará facultado a dictar las normas complementarias y aclaratorias que resulten pertinentes para adoptar las medidas que fueran necesarias para su mejor implementación.
A tal efecto, la ADMINISTRACIÓN DE PARQUES NACIONALES y el MINISTERIO DE AMBIENTE Y DESARROLLO SOSTENIBLE prestarán toda la colaboración que la Autoridad de Aplicación requiera; también deberán hacerlo otros organismos gubernamentales o no gubernamentales.

El área de relleno sanitario utilizada por CEAMSE ubicada en el predio, deberá incorporarse a la reserva una vez que finalice el contrato de uso de la misma.

## Patrimonio biológico
Ecorregiones
Ecorregionalmente su superficie emergida pertenece a tres ecorregiones terrestres que están gravemente amenazadas por la destrucción antrópica, ya sea para reconvertir sus suelos en campos agrícolas o pasturas, por la creciente urbanización, por extinción de sus especies emblemáticas, por invasión de especies exóticas, etc. La mayor parte de su superficie estaba cubierta originalmente de pastizales, los que se incluyen en la ecorregión pampas húmedas; sectores de barrancas del río Reconquista se adscriben a la del espinal. Allí sobrevive relictualmente un ecosistema forestal en vías de desaparecer: el talar. Finalmente, el borde del mismo curso fluvial y sus bajíos ribereños son propios de la del delta e islas del río Paraná.
Las aguas del río Reconquista, y las lagunas y bañados de su valle de inundación, se insertan en la ecorregión de agua dulce Paraná inferior.
Flora
En las riberas del río Reconquista se encuentran enredaderas, arbustos higrófilos y algunos ceibos y sauces criollos, es decir, vegetación que constituye una penetración hacia el interior de la provincia de la propia del delta del Paraná, un bosquejo de la selva subtropical más austral de América, el denominado monte blanco, perteneciente al distrito fitogeográfico de las selvas mixtas de la provincia fitogeográfica paranaense.
En la barranca de este río aún se conservan cina-cinas junto a talas, ombúes y espinillos, árboles pertenecientes al subdistrito fitogeográfico del tala del distrito fitogeográfico del algarrobo, correspondiente a la provincia fitogeográfica del espinal.
En las áreas abiertas se presentan los restos del pastizal pampeano, perteneciente al distrito fitogeográfico pampeano oriental, correspondiente a la provincia fitogeográfica pampeana. Allí dominan las plantas herbáceas, en especial las gramíneas. La comunidad característica se denomina flechillar; se encuentra alterada por la ganadería, y mayormente destruida totalmente por la agricultura, por lo que esta reserva podría ser un reducto para su conservación.